# Ulamá

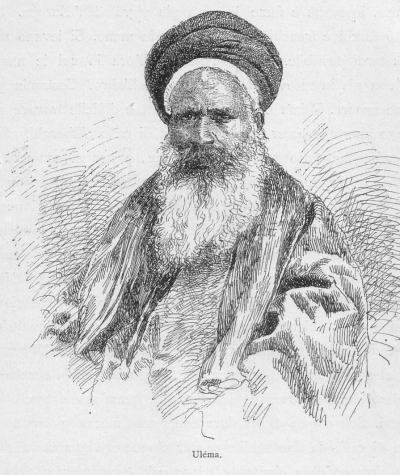
Osmanský álim (1878)

Ulamá (arabsky: علماء‎- ulamá, jednotné číslo عالم‎ - álim - „vědoucí“) jsou islámští učenci, vykladači šaríy a znalci právní vědy.
V různých islámských tradicích má álim různý vliv i úkoly. Nejsilnější vliv má v ší'itském islámu, kde je jeho role instituciolizovaná. Jinde většinou vystupuje coby lokální náboženská autorita, která je zodpovědná za správný výklad islámského učení. Může působit jako učitel i jako ochránce islámské tradice.
Z prostředí ulamů pochází vůdci islámského náboženského života, odborníci na islámské právo, soudci, učitelé i některé politické osobnosti.